# شمیچ
شمیچ (به لهستانی:  Śmicz) یک منطقهٔ مسکونی در لهستان است که در گمینا بیاوا (استان اوپوله) واقع شده‌است. شمیچ ۵۱۲ نفر جمعیت دارد.